# 테트라졸
테트라졸(영어: tetrazole)은 4개의 질소 원자와 1개의 탄소 원자로 구성된 5원자 고리를 가지고 있는 합성 헤테로고리 유기 화합물의 한 종류이다. 테트라졸이란 이름은 또한 화학식이 CH2N4인 모체 화합물을 지칭하며, 3가지 이성질체가 존재할 수 있다.

## 구조와 결합
이중 결합의 위치가 다른 테트라졸의 3가지 이성질체(1H-테트라졸, 2H-테트라졸, 5H-테트라졸)가 존재한다. 1H-테트라졸과 2H-테트라졸은 서로 호변이성질체 관계이며, 고체상에서의 평형은 1H-테트라졸 쪽에 존재한다. 기체상에서는 2H-테트라졸 쪽이 우세하다. 1H-테트라졸과 2H-테트라졸 6개의 π전자를 가지고 있는 방향족 화합물로 간주될 수 있는 반면, 5H-이성질체는 비방향족 화합물이다.
|  |

## 합성
1H-테트라졸은 압력 하에서 무수 하이드라조산과 사이안화 수소의 반응에 의해 처음으로 제조되었다. 불균일 촉매로서 아이오딘 또는 실리카-지지된 황산 수소 나트륨의 존재 하에 아자이드화 나트륨으로 유기 나이트릴을 처리하면 5-치환된 1H-테트라졸의 유리한 합성이 가능해진다. 또 다른 방법은 5-아미노테트라졸의 탈아미노화로 상업적으로 얻거나 아미노구아니딘으로부터 차례로 제조하는 것이다.
|  |

2-아릴-2H-테트라졸은 아릴 다이아조늄과 트라이메틸실릴다이아조메테인 사이의 [3+2] 고리화 첨가 반응에 의해 합성된다.

## 용도
테트라졸인 여러 가지 제약제들이 있다. 테트라졸은 유사한 pKa를 갖고 생리학적 pH에서 탈양성자화되기 때문에 카복실기에 대한 생체등배전자체(bioisostere)로 작용할 수 있다. 로사르탄 및 칸데사르탄과 같은 안지오텐신 II 수용체 차단제는 보통 테트라졸이다. 잘 알려진 테트라졸은 다이메틸 티아졸릴 다이페닐 테트라졸륨 브로마이드(MTT)이다. 이 테트라졸은 일반적으로 그 과정에서 세포를 죽일지라도, 살아있는 세포 배양의 호흡 활성을 정량화하기 위한 MTT 분석에 사용된다. 일부 테트라졸은 DNA 분석에서 사용할 수 있다. 연구에 따르면 VT-1161 및 VT-1129는 사람의 효소가 아닌 균류의 효소 기능을 방해하기 때문에 잠재적인 강력한 항진균제이다.
고에너지를 가진 일부 테트라졸 유도체는 트라이나이트로톨루엔(TNT)을 대체하고 고성능 고체 로켓 추진제 제형에 사용하기 위한 고성능 폭발물로 조사되었다. 여기에는 질소 염기인 아지도테트라졸레이트가 포함된다.
다른 테트라졸은 테트라졸 자체 및 5-아미노테트라졸과 같은 폭발성 또는 연소 특성으로 사용되며 이는 때때로 자동차 에어백의 가스발생장치의 구성 요소로 사용된다. 테트라졸 기반의 에너지 물질은 물, 질소 가스와 같은 고온의 무독성 반응 생성물을 생성하고, 높은 연소율과 상대적인 안정성을 가지며, 모두 바람직한 특성들이다. 테트라졸의 비편재화 에너지는 209 kJ/mol이다.
1H-테트라졸 및 5-(벤질싸이오)-1H-테트라졸(BTT)은 올리고뉴클레오타이드 합성에서 커플링 반응의 산성 활성화제로 널리 사용된다.

## 관련 헤테로 고리 화합물
- 트라이아졸 – 3개의 질소 원자를 가지고 있는 유사체
- 펜타졸 – 5개의 질소 원자를 가지고 있는 유사체(엄밀히 말하면 헤테로고리가 아닌 무기 호모고리)

## 같이 보기
- 헤테로고리 화합물